# Алкопоп

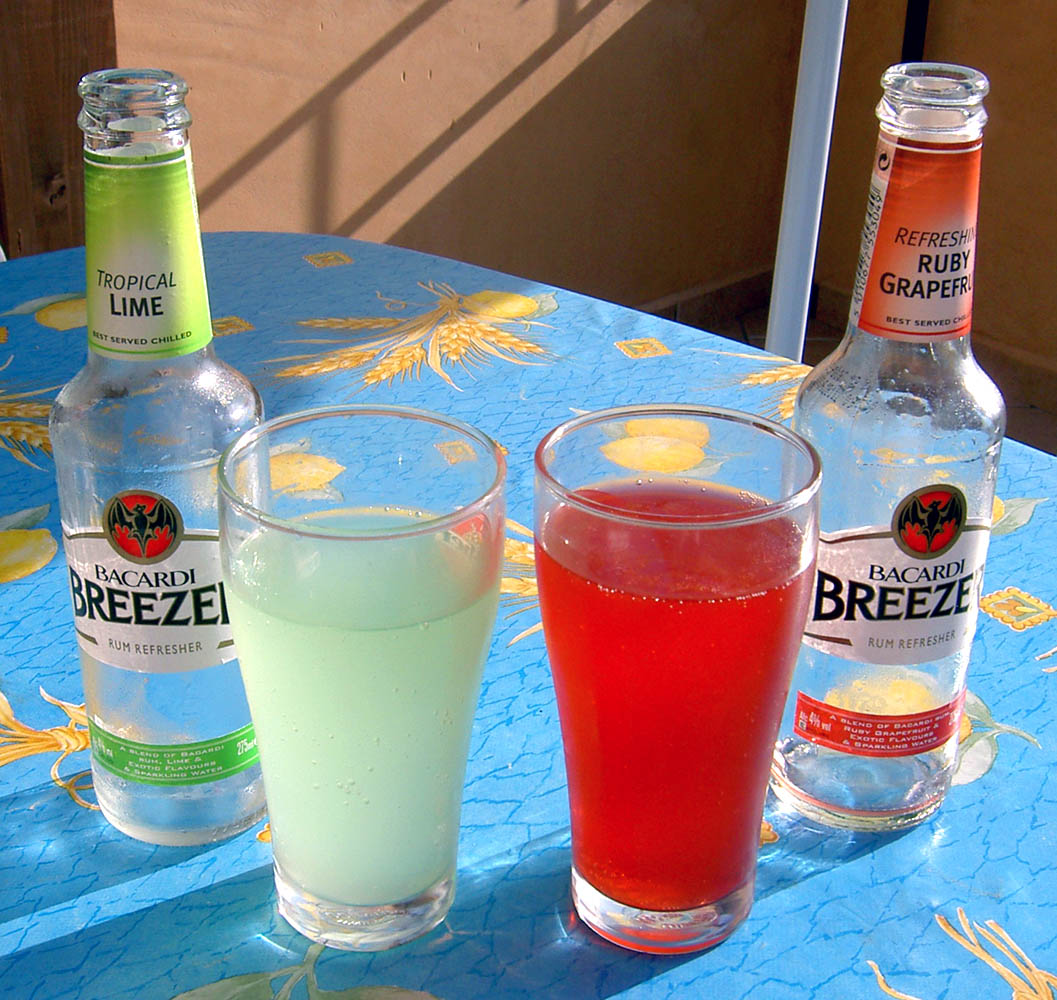
Два бокала Bacardi Breezer

Слабоалкогольные коктейли, Алкопоп (англ. alcopop от alcohol + sodapop) — слабоалкогольные напитки (этиловый спирт — от 4 % до 12 %) с фруктовыми вкусовыми добавками. История алкопопа началась в конце 1980-х годов, когда Bacardi представил на рынке смесь Breezer на базе рома.
В некоторых странах слабоалкогольные напитки, в том числе алкогольные энергетические напитки (энергетики), популярны у подростков

## Алкопоп в разных странах мира

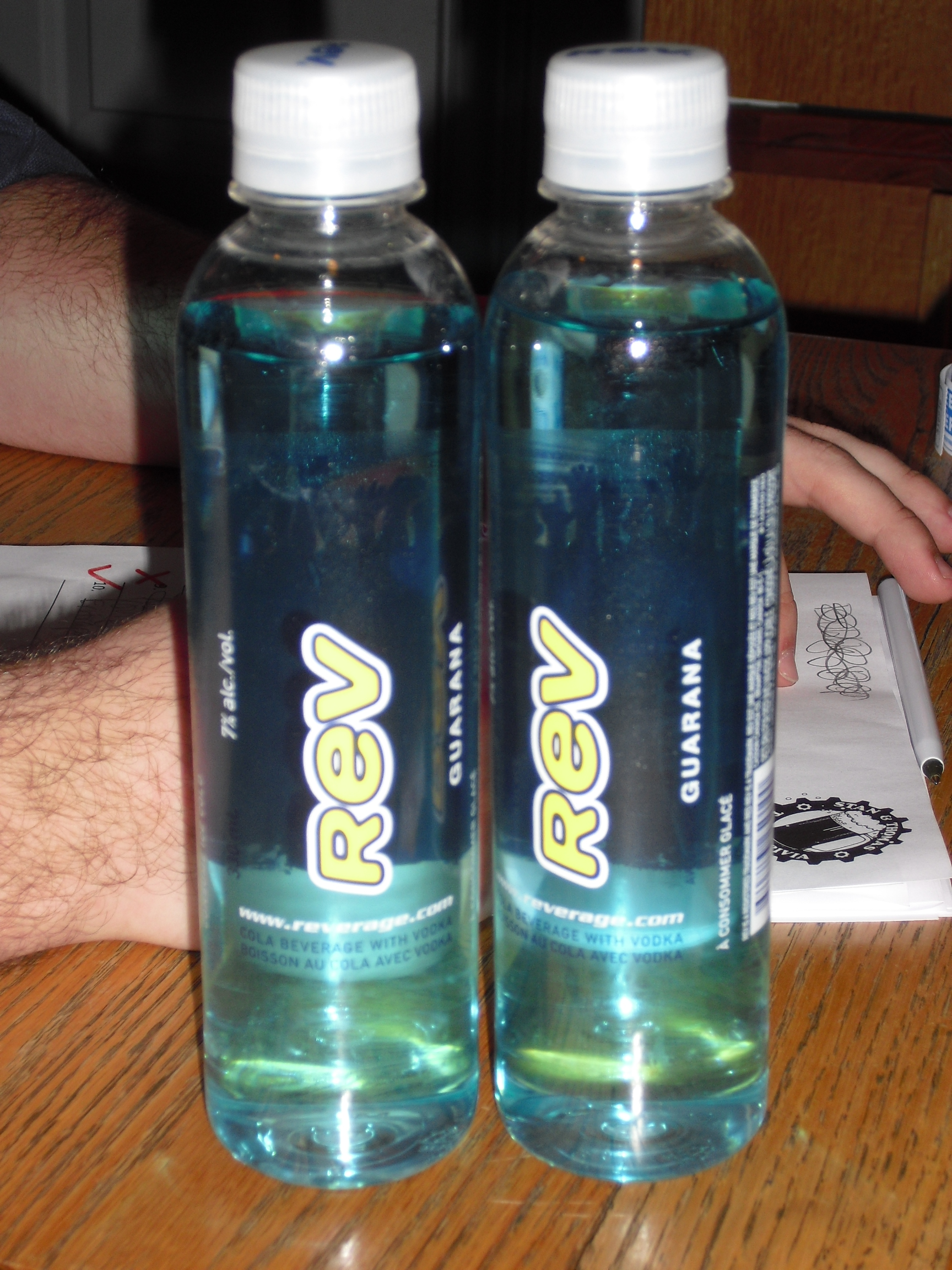
Две бутылки голубого канадского напитка Rev

- В Германии некоторые производители изменяют состав напитков таким образом, чтобы закон позволял продавать их клиентам, достигшим 16-17 лет.
- В ЮАР алкопоп официально доступен только с 18 лет и должен реализовываться только через специальные магазины, торгующие алкогольными напитками.
- В России алкопоп также официально доступен только с 18 лет. Продажа должна осуществляться только при предъявлении документов, удостоверяющих возраст покупателя. Реализация алкопопа лицам моложе 18 лет считается серьёзным правонарушением.
- В американском штате Калифорния производители обязаны снабжать бутылки с алкопопом предупреждением о том, что напиток содержит алкоголь[4].
- В Австралии, Великобритании и Германии законодатели предпринимают попытки повышать налоги на алкопоп.